# Trupanea discyrta
Trupanea discyrta är en tvåvingeart som beskrevs av Munro 1964. Trupanea discyrta ingår i släktet Trupanea och familjen borrflugor. Inga underarter finns listade i Catalogue of Life.